# Wojciech Weiss
Wojciech Weiss (sinh ngày 4 tháng 5 năm 1875 - mất ngày 7 tháng 12 năm 1950) là một họa sĩ người Ba Lan, chuyên vẽ tranh phong cảnh, chân dung và khỏa thân, đại diện của trào lưu nghệ thuật Ba Lan trẻ.

## Tiểu sử
Weiss sinh ra ở Bukovina. Ông từ bỏ đào tạo âm nhạc để theo học hội họa tại Học viện Mỹ thuật Jan Matejko ở Kraków dưới thời họa sĩ Leon Wyczółkowski. Sau đó, ông tiếp tục học vẽ ở Paris, Rome và Florence. Ban đầu, ông vẽ các bức tranh thuộc chủ đề lịch sử hoặc thần thoại, nhưng sau đó chuyển sang phong cách Biểu hiện. Ông cũng là một trong những nhà thiết kế áp phích đi tiên phong theo trường phái Tân nghệ thuật ở Ba Lan.

## Tác phẩm tiêu biểu

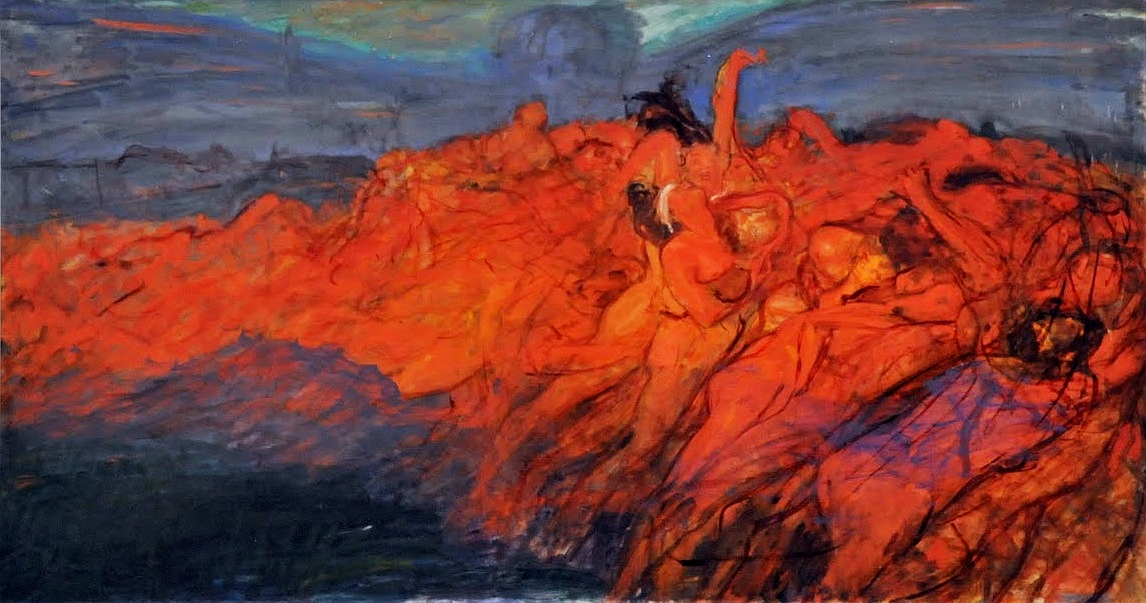
Obsession
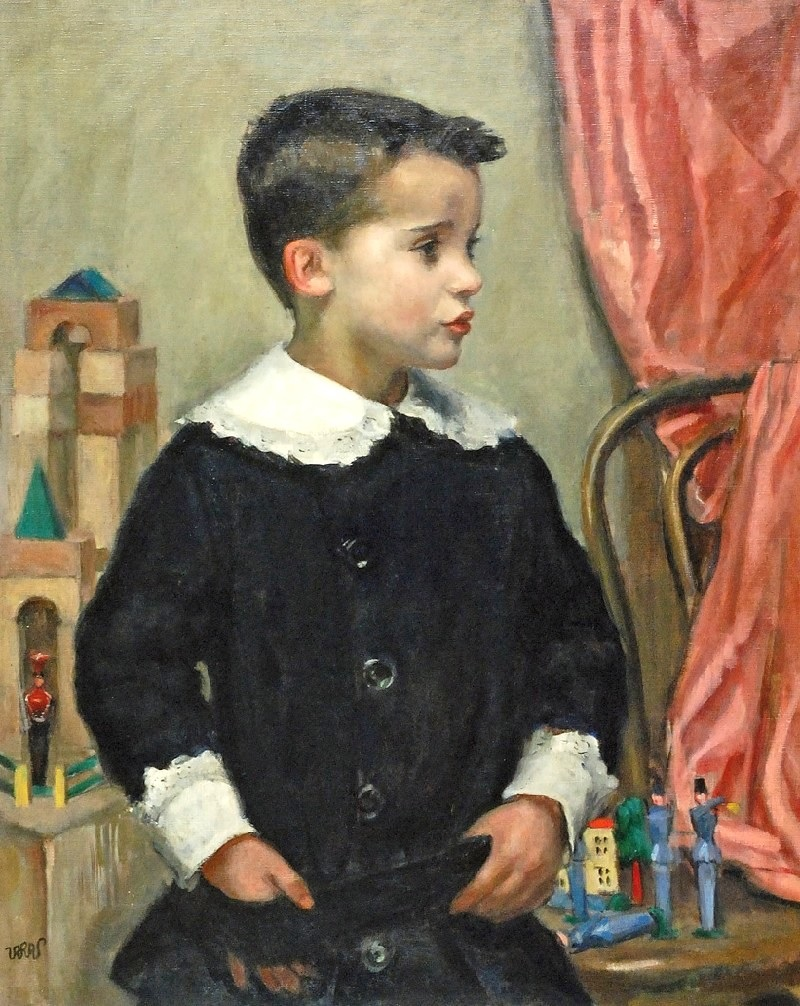
Tadzio
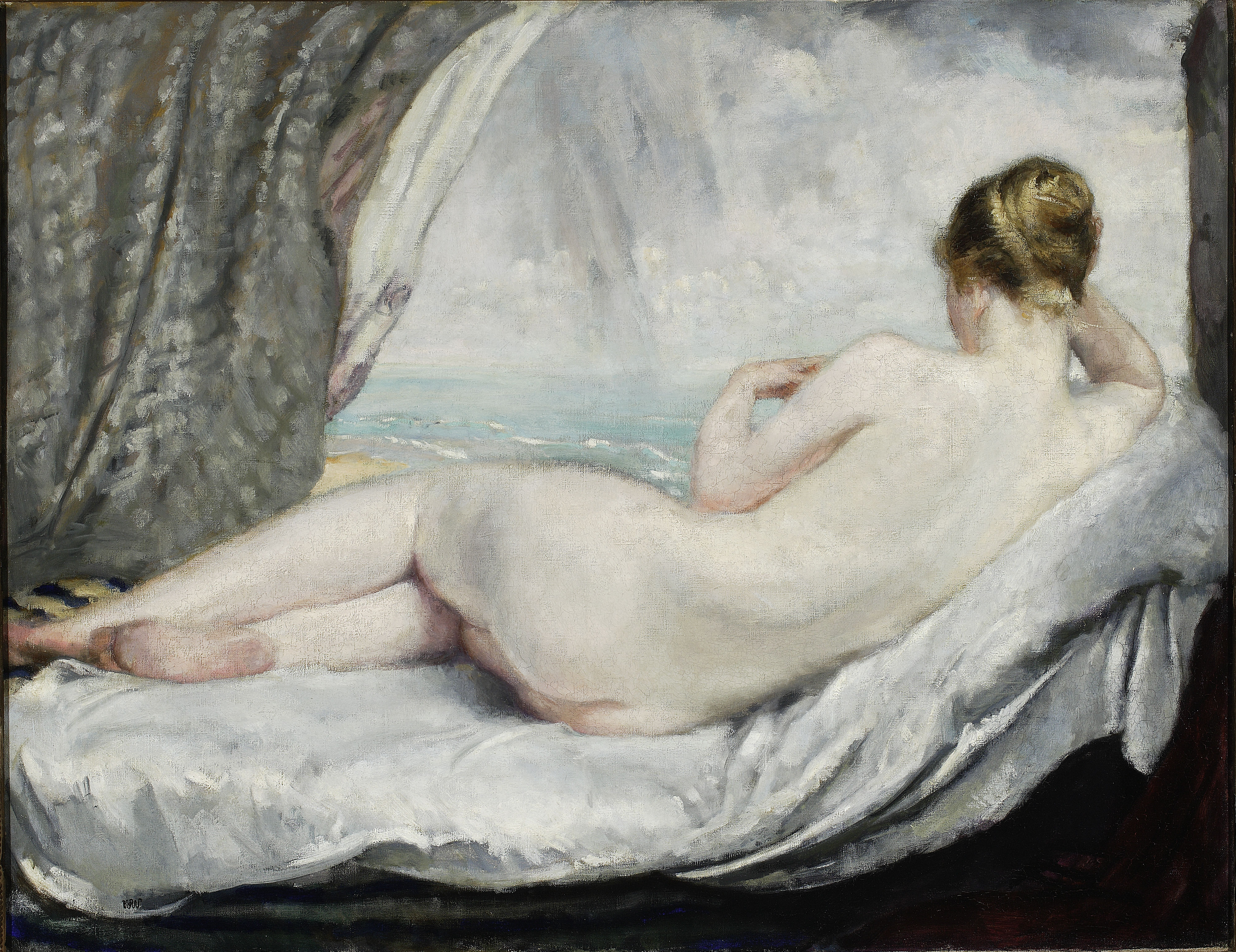
Venus
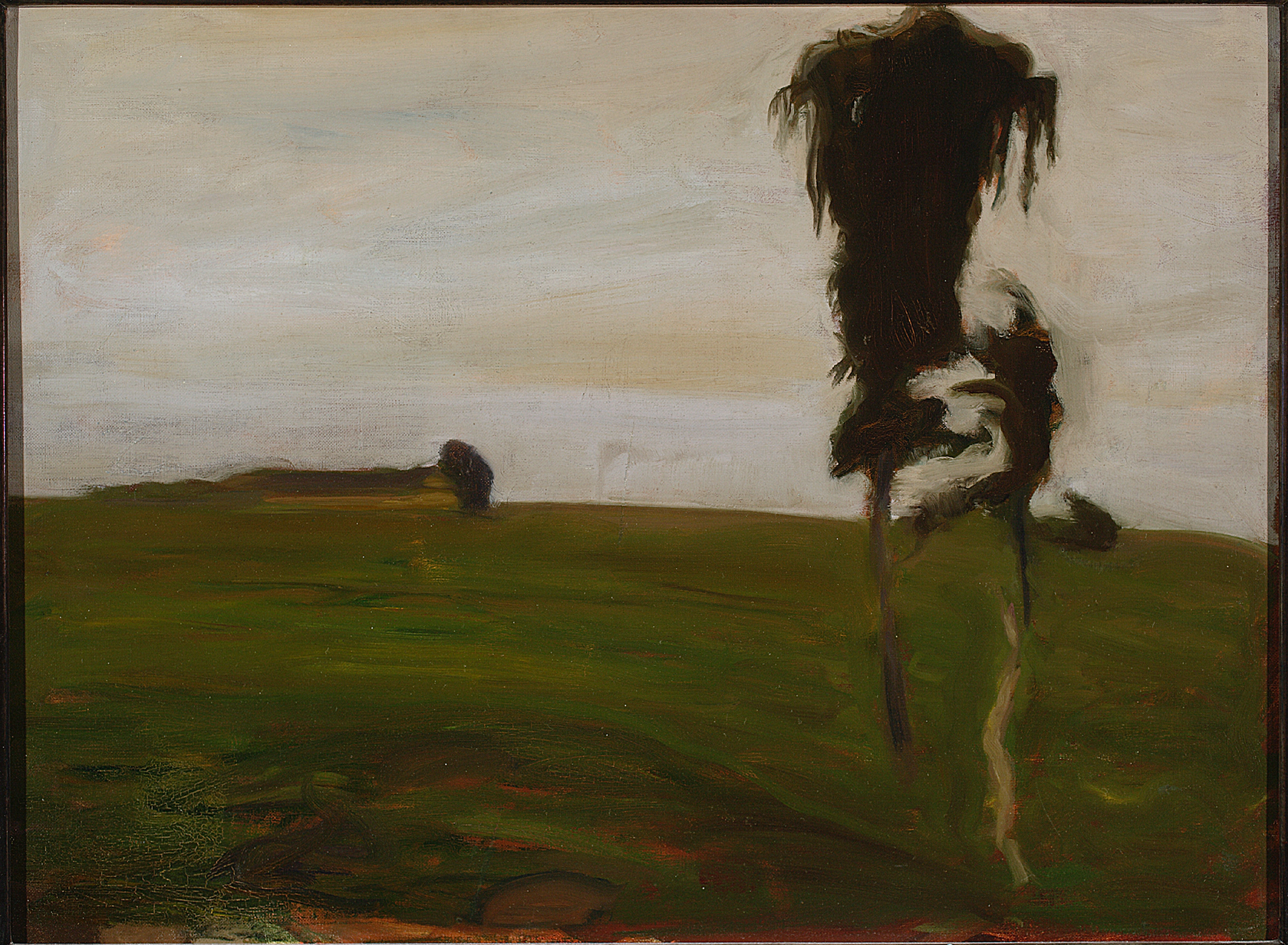
Evening